# Janina Ipohorska

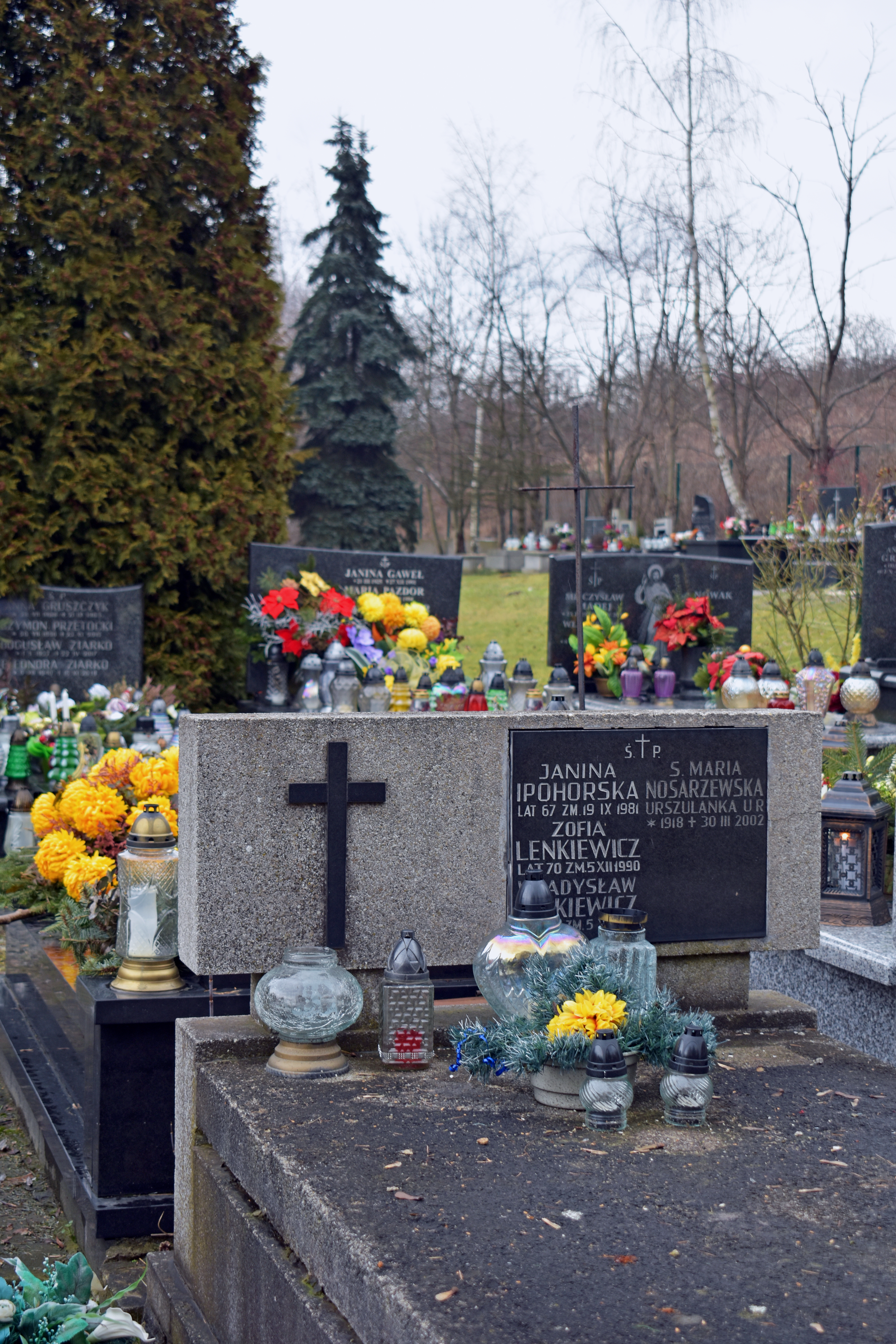
Grób Janiny Ipohorskiej na nowym cmentarzu Podgórskim.

Janina Ipohorska, właściwie Janina Nosarzewska, ps. „Jan Kamyczek”, „Alojzy Kaczanowski”, „Bracia Rojek” (ur. 15 sierpnia 1914 we Lwowie, zm. 20 września 1981 w Rabce) – polska malarka, dziennikarka, scenarzystka, autorka poradnika Grzeczność na co dzień (1955).

## Życiorys
Była córką Jana Nosarzewskiego i Stefanii z domu Ipohorskiej-Lenkiewicz.
Skończyła Gimnazjum Humanistyczne im. Królowej Jadwigi we Lwowie, po czym dostała się na romanistykę na Wydziale Humanistycznym Uniwersytetu Jana Kazimierza. Po jej ukończeniu odbyła trzyletnie (1936–1939) studia malarskie w pracowni prof. Felicjana Kowarskiego w ASP w Warszawie. Po studiach wróciła do Lwowa, gdzie pod radziecką okupacją pracowała w Teatrze Miniatur. Reżyserem był tam Marian Eile, Ipohorska tworzyła scenografię i kostiumy. Podczas okupacji niemieckiej pracowała, jako pracownica administracyjno-biurowa, w Instytucie prof. Rudolfa Weigla. W 1943, zagrożona aresztowaniem przez Gestapo, uciekła ze Lwowa zmieniając nazwisko na Ipohorska (nazwisko panieńskie jej matki).
Po II wojnie światowej przyjechała do Krakowa, gdzie razem z Eilem stworzyli tygodnik „Przekrój”. Projektowali również razem scenografię i kostiumy dla wielu teatrów: Starego, Syreny, Śląskiego, Dramatycznego, Młodego Widza, Małego i innych. Ukończyła studia na wydziale scenografii krakowskiej ASP, gdzie później przez trzy lata prowadziła wykłady z kostiumologii. Była współzałożycielką, wraz z Marianem Eilem, kabaretu Siedem Kotów w Krakowie.
W „Przekroju” najbardziej znana była pod pseudonimem Jan Kamyczek, zajmując się tematyką savoir-vivre’u. Pisała też książki z tego zakresu: Grzeczność na co dzień, Savoir vivre dla nastolatków. Jako „Bracia Rojek” pisała felietony, a pod pseudonimem Alojzy Kaczanowski była scenarzystką pierwszego polskiego kryminalnego serialu telewizyjnego Kapitan Sowa na tropie (1965) i autorką jednej powieści kryminalnej (Rozkoszne przedpołudnie); pisała też zamieszczane w „Przekroju” krótkie zagadki kryminalne. Była nadto autorką znanych aforyzmów („Jaka to oszczędność czasu zakochać się od pierwszego wejrzenia”, „Wymieniaj doświadczenia. Ale tylko na lepsze!”).
Grzeczność na co dzień ukazała się po rosyjsku oraz w tłumaczeniu na język ormiański.
Jest pochowana na Cmentarzu Podgórskim w Krakowie (kw. XLI–8–9 w grobie rodziny Lenkiewiczów).

## Upamiętnienie
Od 2022 r. na Grzegórzkach w Krakowie, gdzie mieszkała, istnieje Skwer Janiny Ipohorskiej ps. "Jan Kamyczek".

## Twórczość
- Jan Kamyczek: Grzeczność na co dzień, „Iskry” (wydania: 1955, 1956, 1959, 1969, 1972, 1974, 1978).
- Jan Kamyczek: Jak oni mają się ubierać? „Iskry”, 1958.
- Jan Kamyczek: Savoir-vivre dla nastolatków, „Horyzonty”, 1974.
- Alojzy Kaczanowski: Rozkoszne przedpołudnie, „Iskry”, 1961.